# Reuben Yem
Reuben Yem (Kaduna, 29 oktober 1997) is een Nigeriaans profvoetballer die als verdediger bij AS Trenčín speelt.

## Clubcarrière

### Inter Bratislava
Reuben Yem ruilde de GBS Football Academy in Nigeria in maart 2018 in voor de Slowaakse tweedeklasser Inter Bratislava. Op 23 maart 2018 speelde hij tegen FK Pohronie zijn eerste competitiewedstrijd voor de club.

### AS Trenčín
Yem maakte op 12 juli 2018 zijn debuut voor AS Trenčín tegen FK Budućnost Podgorica. Hij bleef uiteindelijk één seizoen bij Trenčín, waarin hij alles samen 36 wedstrijden speelde.

### KAA Gent
In juni 2019 tekende Yem een contract voor drie jaar bij KAA Gent, de club waar hij als jeugdspeler al eens korte tijd op uitleenbasis had gespeeld. Yem maakte uiteindelijk nooit zijn debuut in het eerste elftal van Gent en vertrok in augustus 2020 via een achterpoortje weer naar zijn ex-club AS Trenčín.

## Clubstatistieken
| Seizoen         | Club             | Land               | Competitie      | Competitie | Competitie | Beker | Beker | Supercup | Supercup | Europees | Europees | Totaal | Totaal |
| Seizoen         | Club             | Land               | Competitie      | Wed.       | Dlp.       | Wed.  | Dlp.  | Wed.     | Dlp.     | Wed.     | Dlp.     | Wed.   | Dlp.   |
| --------------- | ---------------- | ------------------ | --------------- | ---------- | ---------- | ----- | ----- | -------- | -------- | -------- | -------- | ------ | ------ |
| 2017/18         | Inter Bratislava | Vlag van Slowakije | 2. Liga         | 8          | 0          | 0     | 0     | —        | —        | —        | —        | 8      | 0      |
| 2018/19         | AS Trenčín       | Vlag van Slowakije | Fortuna Liga    | 25         | 0          | 3     | 0     | —        | —        | 8        | 0        | 36     | 0      |
| 2019/20         | AA Gent          | Vlag van België    | Eerste klasse A | 0          | 0          | 0     | 0     | —        | —        | 0        | 0        | 0      | 0      |
| 2020/21         | AS Trenčín       | Vlag van Slowakije | Fortuna Liga    | 0          | 0          | 0     | 0     | —        | —        | —        | —        | 0      | 0      |
| Carrière totaal | Carrière totaal  | Carrière totaal    | Carrière totaal | 33         | 0          | 3     | 0     | 0        | 0        | 8        | 0        | 44     | 0      |

Bijgewerkt op 3 augustus 2020.